# Eliminatórias para o Campeonato Africano das Nações de 2023 – Grupo E
O Grupo E das Eliminatórias para o Campeonato Africano das Nações de 2023 foi um dos doze grupos que definiram as equipes que se classificaram para o Campeonato Africano das Nações de 2023. Participaram quatro seleções: Angola, Gana, Madagascar e República Centro-Africana.
As equipes jogaram uma contra a outra no formato todos contra todos entre julho de 2022 e setembro de 2023.

## Classificação
| Pos | Equipe                    | Pts | J | V | E | D | GP | GC | SG | Classificado                           |     | GHA | ANG | CTA | MAD |
| --- | ------------------------- | --- | - | - | - | - | -- | -- | -- | -------------------------------------- | --- | --- | --- | --- | --- |
| 1   | Gana                      | 12  | 6 | 3 | 3 | 0 | 8  | 3  | +5 | Campeonato Africano das Nações de 2023 |     | —   | 1–0 | 2–1 | 3–0 |
| 2   | Angola                    | 9   | 6 | 2 | 3 | 1 | 6  | 5  | +1 | Campeonato Africano das Nações de 2023 |     | 1–1 | —   | 2–1 | 0–0 |
| 3   | República Centro-Africana | 7   | 6 | 2 | 1 | 3 | 9  | 7  | +2 |                                        |     | 1–1 | 1–2 | —   | 2–0 |
| 4   | Madagascar                | 3   | 6 | 0 | 3 | 3 | 1  | 9  | −8 |                                        | 0–0 | 1–1 | 0–3 | —   |     |

## Partidas
| 1 de junho de 2022 | Angola                 | 2 – 1     | República Centro-Africana | Estádio 11 de Novembro, Luanda |
| 17:00 (UTC+1)      | Nzola 72' · Gelson 76' | Relatório | 32' Nlend                 | Árbitro: MOZ Celso Alvação     |

| 1 de junho de 2022 | Gana                                    | 3 – 0     | Madagascar | Estádio de Cape Coast, Cape Coast |
| 19:00 (UTC+0)      | Kudus 53' · Afena-Gyan 56' · Bukari 86' | Relatório |            | Árbitro: MLI Mahamadou Kéïta      |

| 5 de junho de 2022 | República Centro-Africana | 1 – 1     | Gana      | Estádio 11 de Novembro, Luanda (Angola) |
| 14:00 (UTC+1)      | Namnganda 41'             | Relatório | 17' Kudus | Árbitro: GAB Pierre Atcho               |

| 5 de junho de 2022 | Etiópia              | 1 – 1     | Angola     | Estádio de Mahamasina, Antananarivo |
| 19:00 (UTC+3)      | Rakotoharimalala 43' | Relatório | 43' Gelson | Árbitro: RSA Thando Ndzandzeka      |

| 23 de março de 2023 | Madagascar | 0 – 3     | República Centro-Africana    | Estádio de Mahamasina, Antananarivo |
| 14:00 (UTC+3)       |            | Relatório | Ngoma 36' · Mafouta 45', 79' | Árbitro: RWA Samuel Uwikunda        |

| 23 de março de 2023 | Gana          | 1 – 0     | Angola | Estádio Desportivo Baba Yara, Kumasi   |
| 17:00 (UTC+0)       | Semenyo 90+6' | Relatório |        | Árbitro: COD Jean Jacques Ndala Ngambo |

| 27 de março de 2023 | República Centro-Africana | 2 – 0     | Madagascar | Estádio da Reunificação, Duala (Camarões) |
| 15:00 (UTC+1)       | Mafouta 40', 82'          | Relatório |            | Árbitro: BEN Issa Mouhamed                |

| 27 de março de 2023 | Angola         | 1 – 1     | Gana       | Estádio 11 de Novembro, Luanda |
| 18:00 (UTC+1)       | João 51' (pen) | Relatório | Bukari 72' | Árbitro: EGY Mahmoud Mansour   |

| 17 de junho de 2023 | República Centro-Africana | 1 – 2     | Angola                  | Estádio da Reunificação, Duala, Camarões |
| 14:00 (UTC+1)       | Kondogbia 46'             | Relatório | Gaspar 12' · Milson 86' | Árbitro: MAR Redouane Jiyed              |

| 18 de junho de 2023 | Madagascar | 0 – 0     | Gana | Estádio de Mahamasina, Antananarivo |
| 17:00 (UTC+3)       |            | Relatório |      | Árbitro: MTN Patrice Milazare       |

| 7 de setembro de 2023 | Gana                   | 2 – 1     | República Centro-Africana | Estádio de Cape Coast, Cape Coast |
| 16:00 (UTC+1)         | Kudus 43' · Nuamah 88' | Relatório | Mafouta 25'               | Árbitro: KEN Peter Waweru         |

| 7 de setembro de 2023 | Angola | 0 – 0     | Madagascar | Estádio Nacional da Tundavala, Lubango |
| 17:00 (UTC+1)         |        | Relatório |            | Árbitro: MAR Jalal Jayed               |